# Popović (priimek)
Popović je 158. najbolj pogost priimek v Sloveniji, ki ga je po podatkih Statističnega urada Republike Slovenije na dan 31. decembra 2007 uporabljalo 1.050 oseb, na dan 1. januarja 2010  pa je priimek uporabljalo 1.085 oseb in je bil med vsemi priimki po pogostosti uporabe na 145. mestu.   

## Znani slovenski nosilci priimka
- Katjuša Popović, kriminalistka, civilnodružbena aktivistka (trgovina z ljudmi, prostitucija)
- Mara Popović, nevropatologinja, profesorica MF UL
- Milan (V.) Popović (*1937), elektrotehnik, predav. FE UL
- Mijo Popović (1958—2025), (težkometalni) rock glasbenik, kitarist
- Milovan Popović (1923—2005), strojnik, univ. profesor
- Radislav Popović, arhitekt
- Sabina Fras Popović, bibliotekarka

## Znani tuji nosilci priimka
- Aleksandar Popović - Ale, Žak (1929—1996), srbski dramatik
- Ana Popović (*1976), srbska glasbenica
- Berislav Popović (1931—2002), srbski skladatelj in muzikolog, akademijski profesor
- Bogdan Popović (1863—1944), srbski literarni zgodovinar, estetik in kritik
- Bojan Popović (*1983), srbski košarkar
- Borislav Popović (1931—2009), srbski operni režiser
- Borivoje Popović (1918—1994), srbski glasbeni pedagog in skladatelj
- Branko Popović (1897—1980), hrvaško-srbski (jugoslovanski) general
- Damjan Popović (1857—1928), srbski general
- Davorin Popović (1946—2001), bosanski rock pevec (skupina Indexi)
- Dejan Popović - več znanih ljudi
- Dimitrije Popović (*1951), črnogorsko-hrvaški slikar in pisatelj
- Dušan Popović (1877—1958), srbsko-hrvaški politik
- Dušan Popović (1884—1918), srbski socialdemokratski politik, novinar in publicist
- Dušan J. Popović (1894—1965), srbski zgodovinski sociolog
- Dušan Popović (1921—2014), (vojvodinsko-)srbski novinar, diplomat in politik
- Dušan Popović - Gordan (1927—2001), srbski baritonist
- Dušan Popović (1970—2011), srbski vaterpolist in trener
- Dušan Popović (*1983), srbski šahovski velemojster
- Đorđe Popović (1832—1914), srbski pisatelj, publicist in prevajalec
- Đorđe Popović (1909—1962), srbski slikar in likovni kritik
- Edo Popović (*1957), bosensko-hrvaški pisatelj
- Jelica Popović (1901—?), srbska klavirska pedagoginja
- Jelisaveta Popović (1854—?), črnogorsko (bokeljsko-) - ruska skladateljica
- Jevrem Popović (1914—1997), srbski general
- Jeftimije Popović (1794—1858), slikar portretist
- Jovan Popović (1905—1952), srbski književnik in revolucionar
- Jovan Popović (1820—1864), srbski slikar in ikonograf
- Jovan Sterija Popović (1806—1856), srbski dramatik, komediograf
- Koča Popović (1908—1992), srbski politik, književnik, španski borec, partizanski poveljnik, general, diplomat
- Krsto Zrnov Popović (1881—1947), brigadir črnogorske vojske
- Ljubomir (Ljuba) Popović (1934—2016), srbski surrealistični slikar
- Mara Popović, srbska pevka
- Marko Popović (*1982), hrvaški košarkar
- Mića Popović (1923—1996), srbski slikar, scenograf in cineast (filmski režiser/eksperimentalni snemalec)
- Miladin Popović (1910—1945), črnogorsko-kosovski politik (sekretar PK KPJ za Kosovo in Metohijo)
- Milentije Popović (1913—1971), srbski in jugoslovanski politik, nazadnje predsednik Zvezne skupščine
- Milo Popović (1914—?), črnogorsko-jugoslovanski teoretik novinarstva
- Milorad Popović (*1957), črnogorski pesnik, esejist, pisatelj
- Miodrag Popović (1920—2005), srbski literarni zgodovinar, univ. profesor in književnik
- Mir(jan)a Popović-Senaši (1935—2021), srbska baletna plesalka in pedagoginja
- Mirko Popović (1923—1986), srbski politik
- Mirko Popović (*1944), hrvaško-bosenski pesnik
- Miroslav Popović (1917—?), srbski pravnik, ekonomist in geograf
- Miša Popović (1925—2005), srbski kipar
- Nebojša Popović (1923—2001), srbski novinar, košarkar in trener
- Nebojša Popović (*1947), srbski rokometaš
- Nevena Popović (*1955), srbska pianistka
- Nikola Popović (1907—1967), srbski igralec in režiser
- Nikola Popović (1916—2005), črnogorski general in narodni heroj
- Oliver Popović (*1970), srbski košarkar
- Pavle Popović (1868—1939), srbski književnik, politik in akademik
- Pavle Popović (1923—2001), črnogorsko-srbski pesnik
- Petar Popović (1873—1945), srbski arhitekt
- Petar Popović (*1959), srbski šahovski velemojster
- Petar "Peca" Popović, srbski novinar, glasbeni kritik in publicist
- Petar Pera Popović (1905—1930), srbski komunist
- Simo Popović (1844—1921), srbski politik in publicist
- Slavka Popović (1927—?), srbska sopranistka
- Stanko Popović (1938—2020), hrvaški fizik in akademik
- Titus Popovici (1930—1994), romunski pisatelj in scenarist
- Tomica Popović (1915—1956), hrvaški general
- Tomislav Popović, hrvaški zgodovinar
- Vasilij Popović (1877—1941), srbski zgodovinar
- Vlada Popović (1911—1999), srbski baritonist in gledališčnik
- Vladimir Popović (1914—1972) črnogorski general, politik in diplomat
- Vladimir Popović (1910—1995), književnik (pesnik in esejist)
- Vladimir (Vlada, Vlado) Popović (1935—1981), srbski filmski igralec
- Vojin Popović (1881—1916), srbski podpolkovnik, poznan kot "Vojvoda Vuk"
- Vojin Popović (1913—1962), črnogorski general
- Vojin Popović (*1925), srbski pevec in skladatelj zabavne glasbe
- Vujadin Popović (1916—1991), črnogorski general
- Zoran V. Popović (*1952), srbski interdisciplinarni znanstvenik, tehnik, strokovnjak za spektroskopijo in materiale, podpreds. SANU